# Zarząd Komunikacji Miejskiej w Elblągu
Zarząd Komunikacji Miejskiej sp. z o.o. w Elblągu działający na zlecenie miasta Elbląg organizator publicznego transportu zbiorowego miasta Elbląg i gminy wiejskiej Elbląg, a także gminy Milejewo.
Organizuje usługi na 5 liniach tramwajowych, 15 liniach autobusowych (w tym na 2 liniach podmiejskich, na linii sezonowej nr 18 oraz na linii nocnej nr 100).

## Tramwaje
Przewozy tramwajowe w Elblągu obsługiwane są, na zlecenie ZKM, przez Tramwaje Elbląskie sp. z o.o.